# Prónax
En la mitología griega Prónax (en griego Πρῶναξ, Prṓnax) era un hijo de Tálao y hermano de Adrasto. Según algunos relatos, murió antes de la guerra de los Siete contra Tebas, y en su honor se instituyeron los Juegos Nemeos.
En la Biblioteca mitológica se nos narra su familia. Así se dice que Tálao y Lisímaca, hija de Abante, nacieron, entre varios hermanos, Adrasto, Prónax y Erífile, a la que desposó Anfiarao. Prónax fue padre, sin mencionarse la consorte, de un hijo, Licurgo, y una hija, Anfítea. Anfítea se desposó con Adrasto.  Algunas autoridades creen que, debido a que los hijos de Tálao tienen participación en Argos, Nemea y Tebas, su hijo Licurgo, personaje desconocido, sea una variante genealógica de Licurgo, hijo de Feres.
Prónax, hermano de Adrasto, gobernó en Argos, por lo que Adrasto tuvo que exiliarse a Sición.  El geógrafo Pausanias describe una imagen de Adrasto y Tideo en la que hacen cesar la lucha entre Anfiarao y Licurgo, hijo de Prónax. Agatón, en su Tiestes, dice que los pretendientes que cortejaban a la hija de Prónax venían suntuosamente vestidos y también con el pelo muy largo y cuidadosamente peinado. Cuando fracasaron en obtener su mano los pretendientes se cortaron sus cabellos pues era un símbolo de ostentación. Desde entonces estos pretendientes fallidos pasaron a llamarse curetes, por el pelo bien cortado (κουριμος).  Se dice que aquellos siete caudillos que asediaron Tebas estaban agradecidos a Prónax, pues Prónax fue muerto por la causa, y así instituyeron juegos en memoria de él, pero la mayoría piensa que se celebraron en honor de Arquémoro.